# Patty Pravo
Patty Pravo, teljes neve: Nicoletta Strambelli (Velence, 1948. április 9.-) olasz énekesnő.
Több mint 110 millió eladott lemezei után, Mina énekesnő után, ő a második legtöbb lemezt eladott olasz énekesnő és a harmadik legnagyobb eladással rendelkezik olasz énekesek közül.
Karrierjének legismertebb dala a La Bambola (Játékbaba) amit a Pensiero stupendo (Nagyszerű gondolat) és a Cieli immensi (Végtelen egek) követnek.

## Élete

### Első sikerei

#### Fiatalkora
Nicoletta Strambelli néven született Velencében, egy egyszerű sorból származó családba. Édesapaja Aldo csónakos volt, édesanyja Bruna háztartásbeli. Kamaszkorának éveit Velencében a Santa Maria negyedben található nagymamájának házában élte. Gyerekkóra óta táncolni és zongorázni tanult Velencében a Benedetto Marcello konzervatóriumban. Nagyapja, Domenico halála után elszökött otthonról és Londonba ment, de két nappal később Rómába tért vissza. Itt a kor legismertebb diszkójában a Piper Clubban kezdett el énekelni, ahol felfigyelt rá Alberto Crocetta. Ő adta neki a Patty Pravo művésznevet, a "pravo" utalás Dante Isteni színjátékának Pokolban játszodó jelenetére: ("guai a voi anime prave", „Jaj nektek, hitvány lelkek!").

#### La Bambola (1968-1969)
1968-ban vált ismertté a La Bambola című dallal, amelyben arról énekel, hogy a nőkkel a férfiak játékszerként bánnak. Később bevallotta a dalról, hogy pont emiatt a sztereotip mondanivaló miatt nem szerette ezt a dalt. 1968. május 4.-én jelent meg kislemezen a dal, amely 9 hétig a slágerlista első helyén szerepelt és Olaszországban az 1968-as év legtöbbet eladott kislemezévé vált. 1968. szeptemberében fellépett a Canzonissima című zenei televíziós műsorban a Rai 1-n. A La Bambola mellett a Tripoli 1969 és a Sentimento dalok is ismertté váltak. Ebben az évben szerződött le az RCA lemezkiadóval, akivel elkészítette első nagylemezét Patty Pravo néven, amely 1968-ban a negyedik legtöbbet eladott nagylemezzé vált az országban. Az Algida jégkrémforgalmazó cég reklámarcává vált.
Patty szőke hajával, nőiességével az '68-as generáció egy zászlóvivője volt Olaszországban. Megjelenése a női emancipáció egyik szimbólumává és a beat egyik ikonjává vált korosztályának.
1969-ben jelent meg Il Paradiso című dala amit Mogol és Lucio Battisti írtak. A Canzonissima ez évi kiadásában a Nel giardino dell'amore dallal vett részt, amivel sajtos kiselejtezték az elődöntőben.

### 1970-es évek

#### Stílusváltás: A beat helyett a melódia
1970-ben vett életében először részt a Sanremói Dalfesztiválon, ahol a Spada nel cuore (Kard a szívben) dalt énekelte el Little Tonyval és az ötödik helyezett lett. Részt vett az 1970-es Canzonissima műsorban a Non andare via című dallal, amit Gino Paoli írt, a francia Jacques Brel Ne me quittes pas című dalának alapján. A dal kislemezként is megjelent, ezt követte ezt év novemberében a Tutt'al piú dala, ami Franciaországban is a slágerlista negyedik helyét érte el, ez év szilveszterén a francia televízió Bravo Pravo című műsorában lépett fel.

#### Phonogram-trilógia
1971-ben otthagyta az RCA kiadót és átszerződött a Phonogram kiadóhoz, ahol három stúdiólemezt készített. Az úgynevezett "Phonogram-trilógia" első lemeze a Di vero in fondo (Legbelül igaz) volt. A lemezről a Love Story című dal, Canzone degli amanti került kislemezre. A lemezen az Emozioni dalt Lucio Battisti, az E tornó la primavera (És visszatért a tavasz) dalt Francesco Guccini írták. Ebben az évben ismét részt vett a Canzonissima zenei műsorban, ahol a Non ti bastavo piú (Sosem volt belőled már elég) és a Preghiera dalokat énekelte el. Ez év decemberében jelent meg a Per aver visto un uomo piangere e soffrire Dio si trasformò in musica e poesia (Hogy láthasson egy embert sírni és szenvedni Isten zenévé és költeménnyé változott) lemeze, ami a slágerlista 17. helyéig ért és 1972 66. legtöbbet eladott lemeze lett.
1971. december 12-én egy koncertje után Lucca megyében egy nő (aki előtte elmegyógyintézetben volt kezelésen) egy nehéz üveg hamutartóval dobta arcon, amivel súlyos arcsérülést szenvedett és kitört három metszőfoga. Az énekesnő gyorsan felépült a balesetből és ez év szilveszterén részt vett a Cento di queste sere című show-műsorban.
1972-ben megjelent a trilógia utolsó lemeze a Sí... Incoerenza (Igen... Következetlenség) címen. Az album többek közt tartalmazta a Per me amico mio dalt, ami Sonny & Cher A cowboy's work is never done című dalának olasz nyelvű feldolgozása volt, ugyancsak Cher The way of love című dalát dolgozta fel Non so perché mi sto innamorando címen. Az albumon még szerepel Frank Sinatra My Way feldolgozása A Modo Mio címen. Az olasz nyelvű dalszöveget Alberto Testa és Andrea Lo Vecchio írták.

#### Pazza Idea és az RCA kiadónál töltött második korszaka
1973-ban visszatért egykori kiadójához az RCA-hoz, ahol az év nyarán kiadták a Pazza idea dalt kislemezen és a címadó dalról elnevezett stúdiólemezt. A kislemezből 1 millió példányt adtak el. A dal megjelent spanyol nyelven Una locura, német nyelven Was für ein Tag és angolul Crazy Idea címen. A lemezen volt a Poesia dal, amit Riccardo Cocciante írt Pattynak.
A dallal részt vett az ez évi Festivalbaron és a Cantagiron is. A stúdiólemez a hatodik, a kislemez a második legtöbb példányszámban kelt el Olaszországban 1973-ban. Pattynál csak Ornella Vanoni és Lucio Battisti lemezéből kelt el több példányszám.
1974-ben a Quale signora dallal részt vett a Festivalbaron ismét. 1975-ben megjelent Incontro című stúdiólemeze, melyen a Mercato dei fiori dalnak Francesco De Gregori, Le tue mani su di me dalnak Antonello Venditti és a Roberto e l'aquilone dalnak Bruno Lauzi írták a dalszöveget.
1976-ban Londonban készítette el a Nemo Studiosnál a Tango című stúdiólemezét, aminek zenéjét Vangelis írta neki. A lemez három dalának szövegét (Per te che mi apri l'universo, Per amarti d'amore és La mia stagione in più) Mango énekes-dalszövegíró írta. Ebben az évben vendégelőadóként részt vett a Festivalbaron Tango dalával.

#### Biafra dalok
1976-ban megjelent másik Patty Pravo című stúdiólemezen, amin 6 dal , külföldi dalok feldolgozása volt, Stella cadente Harry Chapin Shooting star dalának és a Sconosciuti cieli Vangelis So long ago, so clear dalának feldolgozásai voltak.

#### Pensiero stupendo és a RCA-nál töltött harmadik időszaka
1978. márciusában jelent meg Pensiero stupendo című nagylemeze és kislemeze is. A dalt Ivano Fossatti és Oscar Prudente írták. Ebben az évben Patty a Rai 2-n futó Stryx című televíziós műsorban Subliminal Stryx néven szerepelt. A műsorban a Johnny című dalt énekelte el, az ominózus jelentben fedetlenek voltak a mellei, a másik jelenet amiben a Vola című dalt énekelte, egy elmegyógykezelés alatt álló nő szerepében jelent meg.

## Lemezei
- 1968 – Patty Pravo
- 1969 – Concerto per Patty
- 1970 – Patty Pravo
- 1971 – Bravo Pravo
- 1971 – Di vero in fondo
- 1971 – Per aver visto un uomo piangere e soffrire Dio si trasformò in musica e poesia
- 1972 – Sì... incoerenza
- 1973 – Pazza idea
- 1974 – Mai una signora
- 1975 – Incontro
- 1976 – Tanto
- 1976 – Patty Pravo
- 1978 – Miss Italia
- 1979 – Munich Album
- 1982 – Cerchi
- 1984 – Occulte persuasioni
- 1989 – Oltre l'Eden...
- 1990 – Pazza idea eccetera eccetera...
- 1994 – Ideogrammi
- 1998 – Notti, guai e libertà
- 2000 – Una donna da sognare
- 2002 – Radio Station
- 2004 – Nic-Unic
- 2007 – Spero che ti piaccia...Pour toi
- 2011 – Nella terra dei pinguini
- 2016 – Eccomi

## Zenei fesztiválokon való szereplései

### Sanremói Dalfesztivál
| Fesztivál éve | Előadó(k) neve            | Dal címe és magyar jelentése                                         | Dal írói                                                                            | Kategória | Helyezés                                                               | Díjak                                   |
| ------------- | ------------------------- | -------------------------------------------------------------------- | ----------------------------------------------------------------------------------- | --------- | ---------------------------------------------------------------------- | --------------------------------------- |
| 1970          | Patty Pravo & Little Tony | La spada nel cuore (Kard a szívben)                                  | Carlo Donida, Mogol                                                                 | Előadók   | 5                                                                      | A legjobb előadásért járó újságírói díj |
| 1984          | Patty Pravo               | Per una bambola (Egy játékbabáért)                                   | Maurizio Monti                                                                      | Bajnokok  | 10                                                                     | Kritikusok díja                         |
| 1987          | Patty Pravo               | Pigramente signora (Lusta asszony)                                   | Mauro Arnaboldi, Franca Evangelisti                                                 | Bajnokok  | 20                                                                     |                                         |
| 1990          | Patty Pravo               | Donna con te (Veled a nő)                                            | Danilo Amerio, Luciano Boero                                                        |           | A fesztivál előtt pár nappal visszavonták és Anna Oxa kapta meg a dalt |                                         |
| 1995          | Patty Pravo               | I giorni dell'armonia (A harmónia napjai)                            | Maurizio Monti, Giovanni Ullu                                                       | Bajnokok  | 20                                                                     |                                         |
| 1997          | Patty Pravo               | ...E dimmi che non vuoi morire (...És mondd hogy nem akarsz meghalni | Vasco Rossi, Gaetano Curreri e Roberto Ferri                                        | Bajnokok  | Döntős                                                                 | Kritikusok Díja Legjobb dal Díj         |
| 2002          | Patty Pravo               | L'immenso (A végtelen)                                               | Lara Tempestini, Roberto Pacco e Fabrizio Carraresi                                 | Bajnokok  | 16                                                                     |                                         |
| 2009          | Patty Pravo               | E io verrò un giorno là (Egy nap ott leszek majd)                    | Andrea Cutri                                                                        | Előadók   | Döntősök                                                               | AFI díj                                 |
| 2011          | Patty Pravo               | Il vento e le rose (A szél és a rózsák)                              | Diego Calvetti e Marco Ciappelli                                                    | Előadók   | Nem jutott be a döntőbe                                                |                                         |
| 2016          | Patty Pravo               | Cieli immensi (Végtelen egek)                                        | Fortunato Zampaglione                                                               | Bajnokok  | 6                                                                      | Kritikusok Díja                         |
| 2019          | Patty Pravo és Briga      | Un po' come la vita (Kicsit olyan mint az élet)                      | Sergio Vallarino (Zibba), Marco Rettani, Diego Calvetti, Mattia Bellegrandi (Briga) | Bajnokok  | 21                                                                     |                                         |

### Festivalbar
- 1969: Il paradiso
- 1970: Per te
- 1974: Quale signora
- 1975: Incontro
- 1976: Tanto (vendégelőadó)
- 1978: Johnny (vendégelőadó)
- 1985: Menù
- 1987: Contatto/So Fine So Nice
- 1989: Oltre l'Eden...
- 1997: Pensiero stupendo '97
- 1998: Les etrangers és Strada per un'altra città
- 2000: Una donna da sognare és Una mattina d'estate

## Érdekességek
- 1994-ben ő volt az első olasz énekes, aki Kínában lépett fel.[9]
- Ragazzo triste című dala volt az első dala, amit a Vatikáni Rádió lejátszott.[10]
- Egy interjúban a plasztikai műtétek mellett foglalt állást: az énekesnő maga is átesett többször szépészeti beavatkozáson: kisimították arcát, ajkát feltöltötték, és állítása szerint Az én külsőm nem változott sokat az elmúlt 50 évben – mondta 68 évesen.[11]